# Deania
Deania – rodzaj ryb koleniokształtnych z rodziny Centrophoridae.

## Zasięg występowania
Ocean Indyjski, Ocean Atlantycki i Ocean Spokojny – głębokie wody strefy tropikalnej i umiarkowanej.

## Morfologia
Długość ciała do 127 cm; masa ciała (największa opublikowana) do 7,8 kg.

## Systematyka
Rodzaj zdefiniowała w 1902 roku para amerykańskich ichtiologów David Starr Jordan i John Otterbein Snyder w artykule poświęconym dwóm nowym, japońskim gatunkom koleniokształtnych rekinów opublikowanym w czasopiśmie Proceedings of the United States National Museum. Gatunkiem typowym jest (oznaczenie monotypowe) ostrogłów (D. calceus).

### Etymologia
- Deania: Bashford Dean (1867–1928), amerykański zoolog i paleoichtiolog[1].
- Nasisqualus: łac. nasica ‘długonosy, spiczastonosy’, od nasus ‘nos’[5]; squalus ‘gatunek morskiej ryby’[6]. Gatunek typowy (oryginalne oznaczenie): Nasisqualus profundorum Smith & Radcliffe, 1912.
- Deaniops: rodzaj Deania Jordan & Snyder, 1902; gr. ωψ ōps, ωπος ōpos ‘wygląd’[7]. Gatunek typowy (oryginalne oznaczenie): Acanthidium quadrispinosum McCulloch, 1915.

### Klasyfikacja
Gatunki zaliczane do tego rodzaju:
- Deania calceus (Lowe, 1839) – ostrogłów[9]
- Deania hystricosa (Garman, 1906)
- Deania profundorum (Smith & Radcliffe, 1912)
- Deania quadrispinosa (McCulloch, 1915)